# Трубино (Московская область)
Трубино́ — село в Щёлковском районе Московской области России, административный центр Трубинского сельского поселения.

## География
Расположено на северо-востоке Московской области, на расстоянии 36 км от МКАД и на расстоянии 11 км на северо-восток от районного центра — города Щёлково, на Фряновском шоссе Р110.
Через Трубино протекает речка Гречушка, правый приток Вори.
Связана автобусным сообщением с городами Москвой, Щёлково, Фрязино и рабочим посёлком Фряново (маршруты № 20, 29, 33, 35, 37, 39, 335).
В Трубино находятся улицы Малина, Молодёжная, Новостройка, переулок Новостройка и Фабричная, к нему приписано также 5 садоводческих товариществ (СНТ).

## История
Впервые Трубино упоминается в писцовых книгах 1584—1586 годов: 
Дер. Трубино , а в ней пашни паханые сер. земли 18 четв. да пер. 17 четв. в поле, а в дву потомуж, сена 20 коп.
 В те времена Трубино относилось к имению Богдана Бельского Гребнево.
К концу XVIII века Трубино стало настоящим промышленным селением и в 1796 году входило в первую десятку селений Московской губернии с наиболее развитой крестьянской промышленностью.
XIX столетие стало для Трубино веком фабрик: здесь успешно развивается шёлкоткацкая отрасль промышленности.
В середине XIX века деревня Трубино относилась ко 2-му стану Богородского уезда Московской губернии и принадлежала коллежскому регистратору Фёдору Фёдоровичу Пантелееву. В деревне было 54 двора, крестьян 222 души мужского пола и 244 души женского и шёлковая фабрика Егора Филипповича Бочарова.
Владелец этой фабрики в 1849 году построил церковь преподобного Сергия Радонежского (сначала была часовней), и Трубино стало селом.
В «Списке населённых мест» 1862 года Трубино — владельческое село 2-го стана Богородского уезда Московской губернии по левую сторону Стромынского тракта (из Москвы в Киржач), в 29 верстах от уездного города и 9 верстах от становой квартиры, при реке Здеховке, с 83 дворами, 575 жителями (275 мужчин, 300 женщин), церковью и 4 фабриками.
По данным на 1869 год — село Гребеневской волости 3-го стана Богородского уезда со школой (1 учитель и 25 учеников), хлебным запасным магазином, 2 лавками, трактиром, 2 шелковоткацкими фабриками и 2 шелковоткацкими заведениями и 614 жителями (291 мужчина, 323 женщины), из них 100 грамотных мужчин и 40 женщин. Имелось 38 лошадей и 69 единиц рогатого скота, земли было 409 десятин и 1305 саженей, в том числе 129 десятин пахотной.
Показана каменная церковь св. Сергия с приделами св. Николая и св. Георгия Победоносца.
В 1886 году — 81 двор, 489 жителей, церковь, школа, 3 лавки и шелковая фабрика.
По данным Памятной книги Московской губернии в 1912 году в Трубино насчитывалось пять шёлкоткацких и одна красильная фабрика..
В 1913 году — 106 дворов, земское училище и шелковая фабрика.
По материалам Всесоюзной переписи населения 1926 года — центр Трубинского сельсовета Щёлковской волости Московского уезда на Стромынском шоссе и в 12,5 км от станции Щёлково Северной железной дороги, проживало 707 жителей (314 мужчин, 393 женщины), насчитывалось 145 хозяйств (80 крестьянских), имелась школа 1-й ступени, ткацкая фабрика «Рабочее объединение» и её общежитие.
Позже шёлкоткацкая фабрика стала называться «Маяк», в середине 90-х она перепрофилировалась под производство пенополиуретана.
В 1994—2006 годах Трубино — центр Трубинского сельского округа.

## Население
| 1852  | 1859 | 1869 | 1886 | 1899 | 1926 | 2002  |
| ----- | ---- | ---- | ---- | ---- | ---- | ----- |
| 466   | ↗575 | ↗614 | ↘489 | ↘255 | ↗707 | ↗1081 |
| 2006  | 2010 |      |      |      |      |       |
| ↗1199 | ↘979 |      |      |      |      |       |

## Транспорт и связь
От Москвы в Трубино необходимо ехать по Щёлковскому шоссе А103, а затем по ответвляющемуся от него Фряновскому шоссе Р110. Через Трубино проходят маршруты автобусов, следующих от Московского автовокзала, находящегося около станции метро «Щёлковская», до Фряново, Огуднево или Петровского.

## Социальная инфраструктура
В селе имеются: МУЗ ЩМР «Участковая больница в с. Трубино» с поликлиникой и стационаром, МБОУ «Трубинская средняя общеобразовательная школа»,

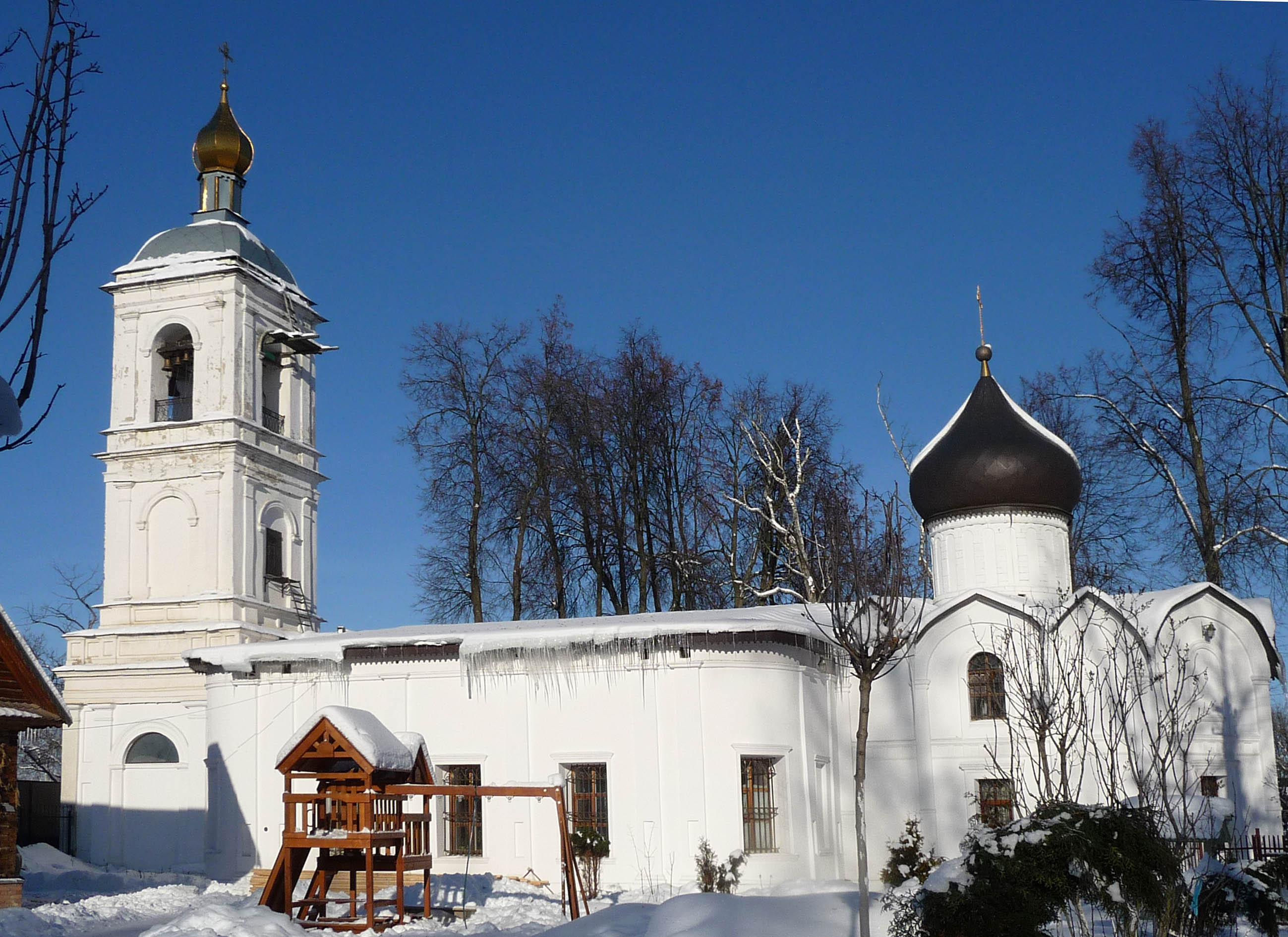
Церковь Сергия Радонежского (1849) в селе Трубино

## Русская православная церковь
В селе действует церковь Сергия Радонежского (1849), приход которой относится к Щёлковскому благочинническому округу Московской епархии Русской православной церкви. Настоятель церкви — священник Антоний Генриевич Сенько.